# Omnibus (1833)
Pour les articles homonymes, voir Omnibus (homonymie).
Omnibus est une revue hebdomadaire italienne fondée à Naples en 1833. Elle est une des plus anciennes publications périodiques du royaume des Deux-Siciles et celle ayant eu la durée de vie la plus longue vu que son dernier numéro parut en 1882, vingt ans après l'unification italienne.

## Histoire
La revue Omnibus fut fondée en 1833 par l'écrivain et imprésario Vincenzo Torelli ainsi que par Pier-Angelo Fiorentino. Vincenzo en fut le propriétaire et directeur et après sa mort, la revue fut dirigée par son fils Cesare Torelli lequel fut secondé pendant une dizaine d'années par son frère Achile Torelli, célèbre dramaturge.
De nombreux intellectuels publièrent à diverses reprises dans cet hebdomadaire comme Ferdinando Petruccelli della Gattina et Pascal-Stanislas Mancini. Omnibus s'intéresse également au théâtre et à la musique en publiant des œuvres des compositeurs Giuseppe Verdi et Gioachino Rossini.
En 1863, l'hebdomadaire devient un journal politique en publiant de nombreux politiciens du royaume désormais unifié.

## Sources
- (it) Cet article est partiellement ou en totalité issu de l’article de Wikipédia en italien intitulé « Omnibus (1833) » (voir la liste des auteurs).